# Volemia

La volemia constituye organismo.

Volemia es un término médico que se refiere al volumen total de sangre circulante de un individuo humano o de otra especie, que es de aproximadamente de 5-6 litros (humanos), del 7 al 8 % del peso corporal. Se distingue del hematocrito, que es el porcentaje de glóbulos rojos o eritrocitos en el volumen total de sangre.

## Cálculo
La sangre humana normal está constituida básicamente por una porción líquida llamada plasma (que representa el 55 % del total) y otra porción celular constituida por glóbulos rojos (que forman el 45 %) y en menor medida por plaquetas (que representan el 1 %) y glóbulos blancos (0,5 %). Estos porcentajes pueden variar de una persona a otra según la edad, el género y otros factores. La suma de todos los componentes sanguíneos se denomina la volemia.
La volemia ha de estimarse mediante la fórmula: 70 mL × peso del paciente en kilogramos.
Supone un 7-8 % del peso corporal neto. El nivel de volemia depende además de la grasa corporal, siendo más grasa equivalente a menos sangre.

## Hemodinamia
La volemia está regulada, entre otros factores, por la secreción de las glándulas suprarrenales: los mineralocorticoides, de los cuales la hormona más importante es la aldosterona, cuya función es regular la cantidad de sodio (Na+) en sangre, reteniéndolo en los túbulos renales e impidiendo así que se elimine con la orina.
Este hecho provoca que la concentración de sodio en sangre sea mayor y que, por ósmosis, se incremente el volumen de agua (que también se perdería con la orina) en la sangre aumentando también el volumen de sangre total. Este es el motivo por el cual la sal común (cloruro de sodio) influye en la tensión arterial y su exceso es perjudicial para la salud.